# Admiral Kuznetsov
Admiral Kuznetsov (fullständigt namnː Admiral Flota Sovetskogo Soyuza Kuznetsov; ryskaː Адмирал флота Советского Союза Кузнецов) är ett ryskt hangarfartyg av Admiral Kuznetsov-klassen (Projekt 1143.5) och det enda hangarfartyget i Rysslands flotta. Admiral Kuznetsov har också ett systerfartyg, Varjag (numera Liaoning) som dock inte färdigställdes innan det såldes till Kina.
Fartyget har varit omgärdat av omfattande problem, främst beroende på undermåligt underhåll. Sedan 2017 har det legat i skeppsdocka i Murmansk för genomgripande renovering. Efter upprepade förseningar angavs att fartyget skulle vara klart 2024, men i september detta år avslöjade en OSINT-analys att fartygets besättning på cirka 1 500 sjömän omplacerats till den ryska armén för stridstjänst i Ukraina. Detta gav bränsle åt spekulationer om att det inte finns några planer på att i närtid göra Admiral Kuznetsov sjövärdig igen.

## Bilder

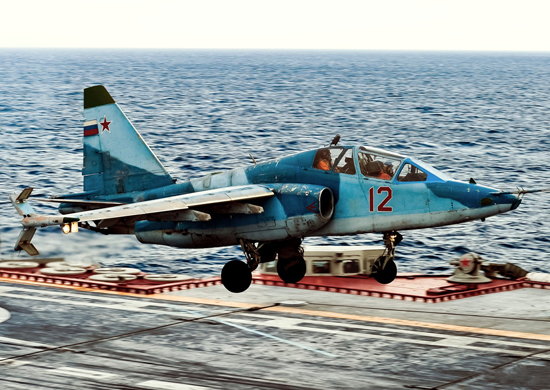
En Su-25UTG landar på fartyget.